# Торыш
Торыш — урочище на полуострове Мангышлак на западе Казахстана. Урочище находится примерно в 150 км на север от города Актау на западной оконечности хребта Западный Каратау, что в 17,5 км на восток от села Таучик (Таушек). 
Урочище известно также как «Долина шаров» благодаря находящимся на поверхности отложениям конкреций шаровидной формы диаметром от 10–15 см до 4 метров, представляющим интерес для туризма. Эти конкреции, возрастом 40 до 60 млн. лет, образовались на дне древнего океана Тетис.